# Idioma arhâ
Arhâ es una lengua austronésica hablada mayoritariamente en el área tradicional de Ajië-Aro , en el municipio de Poya, en la Provincia Norte, Nueva Caledonia. Tiene 170 hablantes nativos y se considera un idioma amenazado.